# Діабе Кіссе
Діабе (Дінґа) Кіссе (д/н — бл. 800) — засновник імперії Гана.

## Життєпис
Походив з правлячого роду народу солінке, що близько 750 року утворив союз Вагаду. Невідомо, коли саме Діабе очолив цей союз. Можливо він перебував в залежності від держави Авкар. Носив титул каямага (кайа-маха), що на той час перетворився на своєрідне військове звання (за різними версіями — очільника союзу Вагаду або одного з командуючих війська Авкару).
Близько 790 року повалив Серерську династію, зайнявши місто Кумбі. Прийняв титул гана, щодо значення якого точаться дискусії (ймовірно походить від слова маха чи маган, що значить володар). За ним уся держава дістала назву імперія Гана (переважно в ісламських істориків). Солінке продовжували її називати Вагаду. 
Також впровадив культ Великого Змія, що моживо вже існував в союзі Вагаду. Тепер його було поширено на усі землі, підвладні гана, що одночасно став верховним жерцем цього культу.
Відновив політику завоювань областей навколо Нігеру. Розділив підвладні землі на області, які очолювали тунка, та залежні племена чи володіння. Після смерті Діабе Кіссе до влади прийшла династія Вагуе.